# Coppa Bernocchi 2011
La Coppa Bernocchi 2011, novantatreesima edizione della corsa e valida come evento dell'UCI Europe Tour 2011 categoria 1.1, si svolse il 18 agosto 2011 su un percorso di 199,3 km. Fu vinta dal bielorusso Jaŭhen Hutarovič che terminò la gara in 4h32'45", alla media di 43,842 km/h.
Al traguardo 53 ciclisti portarono a termine il percorso.

## Ordine d'arrivo (Top 10)
| Pos. | Corridore            | Squadra      | Tempo    |
| ---- | -------------------- | ------------ | -------- |
| 1    | Jaŭhen Hutarovič     | FDJ          | 4h32'45" |
| 2    | Manuel Belletti      | Colnago      | s.t.     |
| 3    | Giovanni Visconti    | Farnese Vini | s.t.     |
| 4    | Kristijan Koren      | Liquigas     | s.t.     |
| 5    | Maciej Paterski      | Liquigas     | s.t.     |
| 6    | Michel Kreder        | Garmin       | a 5"     |
| 7    | Francesco Ginanni    | Androni      | s.t.     |
| 8    | Mauro Finetto        | Liquigas     | s.t.     |
| 9    | Enrico Magazzini     | Lampre       | s.t.     |
| 10   | Evgenij Nepomnjaščij | Astana       | s.t.     |